# Сперанский, Николай Васильевич (медик)
Николай Васильевич Сперанский (22 октября 1840 — 1924) — доктор медицины, лейб-медик, главный военно-медицинский инспектор, действительный тайный советник.

## Биография
Сперанский родился в 1840 году. Окончил курс медицинского факультета Московского университета со степенью лекаря (1864). Получил степень доктора медицины (1872). Проходил службу в медицинских учреждениях военного ведомства. С 1879 года состоял консультантом Киевского военного госпиталя и редактором «Врачебного Сборника Киевского военного госпиталя». В 1888 году в чине статского советника был назначен главным врачом Виленского военного госпиталя, в следующем году — помощником окружного военно-медицинского инспектора Виленского военного округа и тогда же произведён в действительные статские советники.
В 1893 году Сперанский был назначен областным врачебным инспектором Войска Донского, в 1896 году — окружным военно-медицинским инспектором Киевского военного округа и в 1898 году произведён в тайные советники. В 1899 году назначен помощником главного военно-медицинского инспектора, а после смерти А. А. Реммерта 11 августа 1902 года назначен главным военно-медицинским инспектором, главой Главного военно-медицинского управления и председателем военно-медицинского учёного комитета. 6 декабря 1904 года пожалован в лейб-медики Двора Е. И.В.
Назначенный в 1905 году военным министром А. Ф. Редигер так отзывался о Сперанском:

Сперанский был очень симпатичный старичок, с которым я уже много лет был в хороших отношениях, но уже стал неспособным держать что-либо в порядке. К докладу он всегда приходил с несколькими папками, которые сначала суетливо перебирал, с какой бы ему начать, хотя все доклады по его управлению были пустые. Перед самым его уходом я стал получать сведения о каких-то неправильных назначениях и тому подобном, произведенных им будто бы под влиянием жены, к которой подъезжали ловкие врачи; с его уходом все разговоры об этом прекратились.

Непосредственным поводом к отставке Сперанского послужила проведённая по указанию Редигера помощником Сперанского П. Г. Гейнцем ревизия, выявившая крайнюю запущенность делопроизводства в мобилизационной части Главного военно-медицинского управления. По предложению военного министра Сперанский подал в отставку и 23 мая 1906 года был уволен от службы «по болезни» с производством в действительные тайные советники, а новым главным военно-медицинским инспектором был назначен ранее занимавший должность его помощника А. Я. Евдокимов.
После выхода в отставку Сперанский проживал в Санкт-Петербурге (Петрограде) (ещё значится в издании «Весь Петроград» на 1917 год).
Среди трудов: «К вопросу о возрождении сустава после травматических вывихов» (диссертация, Москва, 1872), «К лечению кокситов аппаратом Taylor’a» (1873); «К лечению легочной эмфиземы аппаратом Вальденбурга» (1874); «Обзор болезненности и смертности в Киевском воен. госп. за 1880 г.» («Врачебный Сборник Киевского воен. госп.», 1882).

## Семья
Сын — Валентин Николаевич Сперанский (1877—1957) — юрист, эмигрант.

## Награды
- Орден Святого Станислава 3-й степени (1868)
- Орден Святого Станислава 2-й степени (1873)
- Орден Святого Владимира 4-й степени (1878)
- Орден Святой Анны 2-й степени (1882)
- Орден Святого Владимира 3-й степени (1893)
- Орден Святого Станислава 1-й степени (1895)
- Орден Святой Анны 1-й степени (1901)
- Орден Святого Владимира 2-й степени (апрель 1904 года)